# ترنس دادلی
ترنس دادلی (انگلیسی: Terence Dudley؛ ۲۸ سپتامبر ۱۹۱۹ – ۲۵ دسامبر ۱۹۸۸) نویسنده، کارگردان و فیلم‌نامه‌نویس اهل بریتانیا بود.
از فیلم‌ها یا مجموعه‌های تلویزیونی که وی در آن‌ها نقش داشته است می‌توان به ارتش سری اشاره نمود.